# 沈煉 (弘治進士)
沈煉（1457年—？），字剛夫，號一山，浙江嘉興府平湖縣人，明朝政治人物。

## 生平
弘治二年（1489年）己酉科浙江鄉試第十四名舉人，十二年（1499年）中式己未科會試第一百名，二甲第三十名進士。授刑部主事，升郎中，正德二年（1507年）正月出為江西按察司僉事，四年（1509年）十一月升江西布政使司右參議，八年（1513年）致仕歸里。

## 家族
曾祖沈昊；祖父沈渭，封工部主事；叔父沈棨，貴州布政使司右參政；父沈樾。母王氏。慈侍下。